# Schubhebel

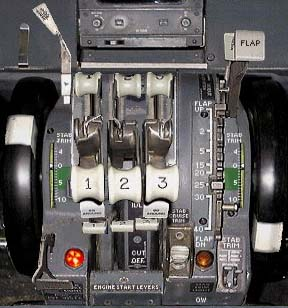
Schubhebel einer Boeing 727

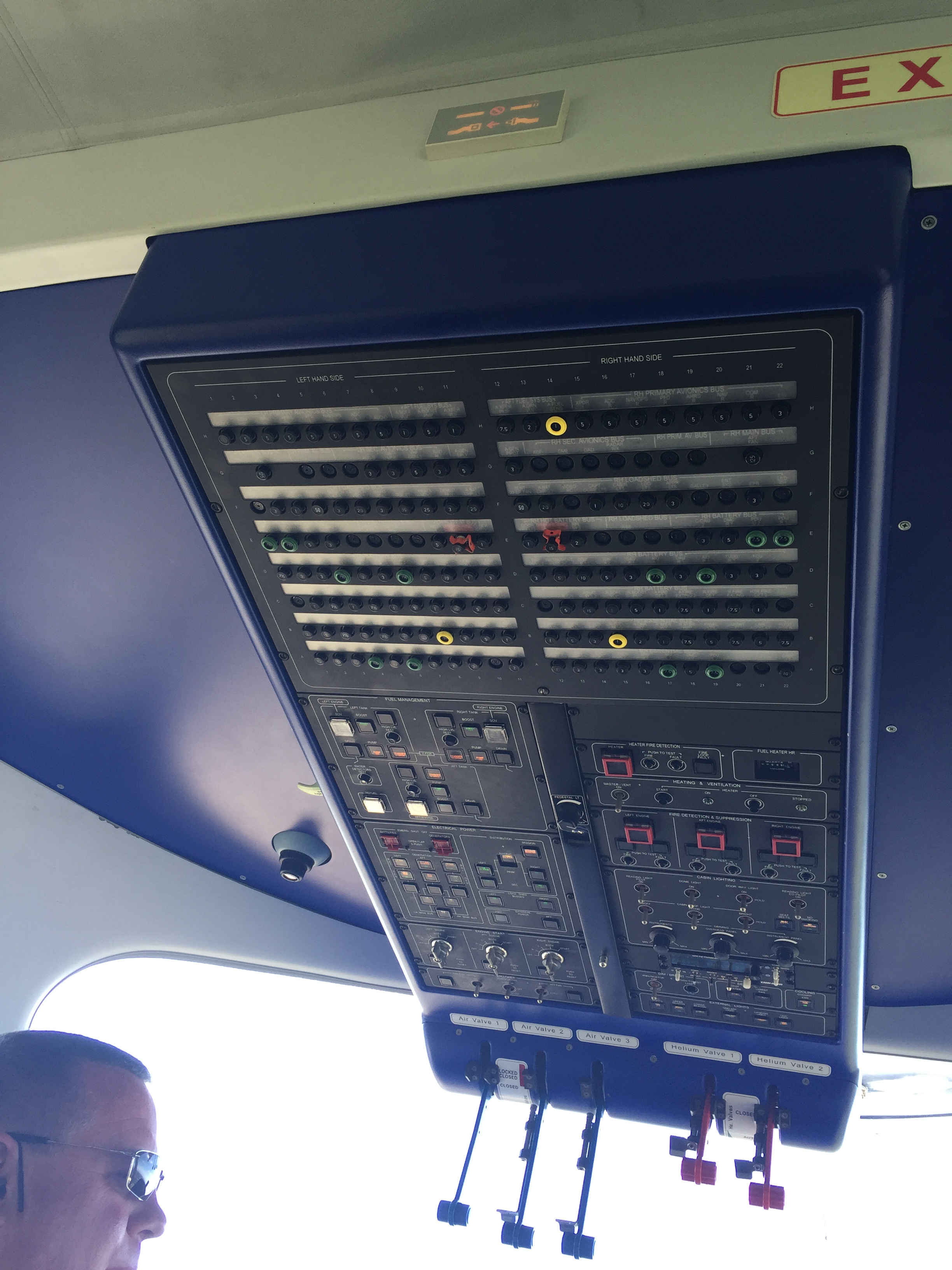
Overhead Panel eines Zeppelin NT

Bei den Schubhebeln (engl. thrust levers, throttle levers bzw. throttles) eines Flugzeugs handelt es sich um jene Hebel, mit denen die Schubkraft bzw. die Leistung der Triebwerke von Hand reguliert wird. Durch nach vorne Schieben des oder der Schubhebel wird die Schubkraft erhöht. Die Schubhebel befinden sich in der Regel in der Mittelkonsole oder bei Kleinflugzeugen unter oder im Armaturenbrett (Panel) des Cockpits. Dort haben sie oftmals auch die Form eines Ziehknopfes. Bedient werden die Schubhebel in der Regel direkt von dem oder den Piloten, in einem Dreimanncockpit jedoch auch durch den Flugingenieur, der hierfür (je nach Luftfahrzeugtyp) entweder seinen Sitz in Richtung der Schubhebel verstellen kann oder eine eigene Schubhebelkonsole an seinem Arbeitsplatz hat. Bei einigen wenigen Luftfahrzeugen sind die Schubhebel über dem Kopf der Piloten angebracht, z. B. bei den Mustern DHC-4 Caribou, DHC-5 Buffalo und DHC-6 Twin Otter von de Havilland Canada oder im Zeppelin NT.
Die Schubhebel wirken mechanisch über Gestänge oder Seilzüge oder elektrisch bzw. elektronisch auf das für die Leistungseinstellung zuständige Stellglied am Triebwerk, wie die Drosselklappe des Vergasers bei Kolbenmotoren oder den Turbinenregler oder das FADEC.
Normalerweise gibt es pro Triebwerk einen Schubregler. Bei der dreistrahligen MD-11 sind es drei, bei einer Boeing 777, die über zwei Triebwerke verfügt, sind es zwei, um einige Beispiele zu nennen.
Mit den Schubhebeln bzw. an deren Vorderseite angebrachten Zusatzhebeln können die Piloten nach dem Aufsetzen auf der Piste zur Unterstützung der Radbremsen die Schubumkehr (Reverser) aktivieren. Außerdem besitzen Schubhebel in größeren Flugzeugen oft Schalter, um die automatische Schubregelung auszuschalten oder den Start/Durchstart-Modus des Autopiloten zu aktivieren, ohne die Hand von den Hebeln nehmen zu müssen.
Bei Propellertriebwerken finden sich an der Schubkonsole oft noch die Hebel für die Drehzahlvorwahl der Verstellpropeller (meist in blauer Farbe), zusätzlich bei Kolbenmotoren auch noch der oder die Gemischhebel zur Einstellung des Luft-/Kraftstoffmischungsverhältnisses (meist mit roten Hebeln).

## Automatische Schubkontrolle
Bei den meisten größeren Verkehrsflugzeugen sind die Schubregler mit einer automatischen Schubkontrolle (Autothrottle/Autothrust) ausgestattet, welche sie elektrisch verschiebt. Bei den aktuellen Modellen von Airbus (A318 bis A380) greift das System zur automatischen Schubregelung direkt in die Triebwerkselektronik ein; hier werden die Schubhebel in verschiedenen festen Positionen eingerastet und verbleiben dort so lange, bis die automatische Schubkontrolle wieder deaktiviert wird. Durch diese Konstruktion ist im Autothrust-Modus anhand der Schubhebelstellung augenfällig nicht zu erkennen, welcher Schub gerade anliegt und welche Schubänderungen geschehen; diese Werte müssen vom Triebwerksdaten-Display abgelesen werden.